# Saint-Sulpice-de-Pommiers
Saint-Sulpice-de-Pommiers é uma comuna francesa na região administrativa da Nova Aquitânia, no departamento da Gironda. Estende-se por uma área de 10 km². Em 2010 a comuna tinha 241 habitantes (densidade: 24,1 hab./km²).